# John Levy

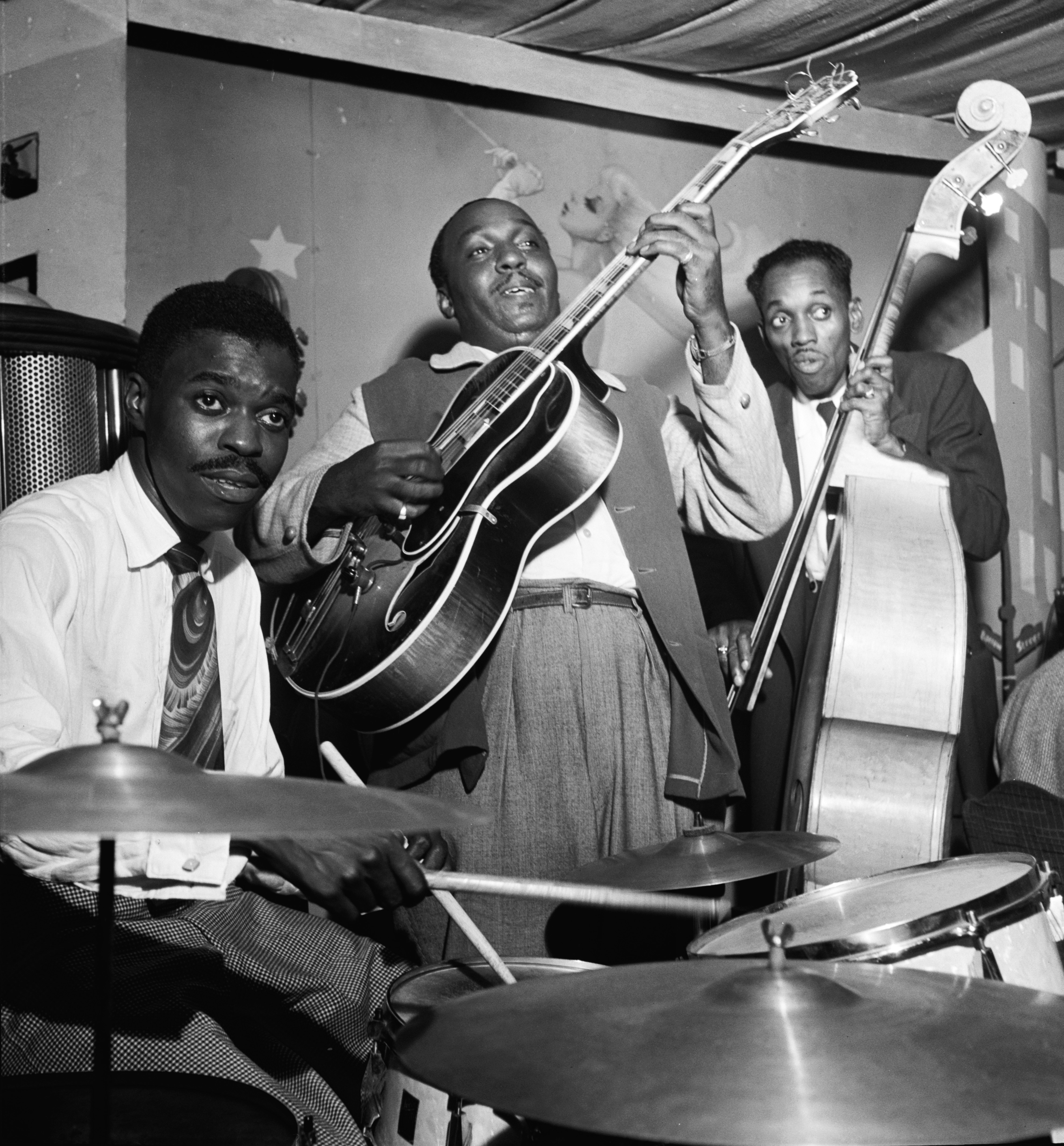
Od lewej: Denzil Best, Al Casey i John Levy, 1947

John Levy (ur. 11 kwietnia 1912 w Nowym Orleanie, zm. 18 listopada 2012 w Altadenie) – amerykański kontrabasista jazzowy oraz przedsiębiorca muzyczny. Pierwszy w Stanach Zjednoczonych afroamerykański agent i menadżer w świecie muzyki jazzowej i popularnej. Prowadził sprawy najwybitniejszych wykonawców estradowych. Laureat NEA Jazz Masters Award 2006.

John Levy: Zostaliśmy powołani na tę ziemię z jakiegoś powodu: żeby pomagać ludziom sięgać po ich możliwości.

## Życiorys
Był wnukiem niewolników z plantacji Plaquemines Parish w stanie Luizjana. Jego ojciec, John, pracował na kolei jako palacz w parowozowni, rozpalający paleniska w lokomotywach i przygotowujący je do drogi. Matka, Laura z d. Hagen, była wykwalifikowaną pielęgniarką i położną. Gdy miał pięć lat, rodzina przeniosła się z Nowego Orleanu do Chicago. Ojciec zmienił pracę i zatrudnił się w rzeźni, gdzie oprawiał skóry ubitych zwierząt.
Na kontrabasie zaczął grać w Wendell Phillips High School, szkole średniej, której nie skończył. Za radą zatroskanej o jego przyszłość nauczycielki podjął pracę na poczcie, ale tylko na krótko. Stracił ją bowiem wskutek wielkiego kryzysu. Wtedy zaczął ustawiać numery taneczne i promować tancerzy. Po odwołaniu prohibicji zajmował się reklamą występów artystycznych oferowanych w klubach Chicago. Nieco wcześniej kontynuował także naukę gry na kontrabasie pod okiem starszego kolegi ze szkoły Milta Hintona oraz Trucka Parhama. Zaczął również występować z lokalnymi zespołami.
W 1944 wyjechał z Chicago do Nowego Jorku, żeby podjąć pracę z triem skrzypka Stuffa Smitha, który miał angaż w klubie Onyx. Trzecim członkiem grupy był pianista Jimmy Jones. W następnych latach grał z wieloma znakomitościami jazzu, m.in. saksofonistą Benem Websterem, perkusistą Buddym Richem, pianistami Errolem Garnerem i Billym Taylorem, oraz wibrafonistą Miltem Jacksonem. W 1948 akompaniował Billie Holiday w wypełnionej po brzegi Carnegie Hall podczas pierwszego koncertu wokalistki po opuszczeniu więzienia.
W 1949 pianista George Shearing usłyszał go w klubie Birdland, grającego w big-bandzie Buddy’ego Richa. Zaproponował mu z pozytywnym skutkiem przejście do swojego kwintetu, w którego składzie znajdował się wówczas sławny klarnecista Buddy DeFranco. Z upływem czasu i wzrostem liczby koncertów zagranych na tournées, zaczął przejmować w zespole Shearinga obowiązki menadżera trasy. W rezultacie w 1951 zrezygnował z grania i objął w pełnym zakresie funkcję menadżera grupy. W ten sposób otworzył nowy rozdział w historii amerykańskiego showbiznesu i rozpoczął karierę zawodową, która była jego udziałem przez następne pół wieku. Jako menadżer osobisty zarobił dla swoich klientów miliony dolarów, a wielu z nich doprowadził od anonimowości do globalnego sukcesu. W ramach firmy The John Levy Enterprises zajmował się ponad osiemdziesięcioma pięcioma artystami m.in. takimi, jak saksofoniści Stanley Turrentine oraz Nat i Cannonball Adderleyowie, wokaliści Joe Williams, Betty Carter, Roberta Flack, Abbey Lincoln, Carol Sloane, Dakota Staton, Les McCann, Randy Crawford i Nancy Wilson, pianiści Herbie Hancock, Shirley Horn, Ahmad Jamal i Ramsey Lewis, trębacz Freddie Hubbard, flecista Herbie Mann oraz gitarzysta Wes Montgomery. Jedynym jego klientem spoza świata muzyki był aktor, prezenter telewizyjny i stand-uper Arsenio Hall.
Zmarł w swoim kalifornijskim domu w obecności żony. Miał 99 lat.

### Małżeństwa i dzieci
Był czterokrotnie żonaty. Trzy małżeństwa zakończyły się rozwodem. Z pierwszą żoną, która nosiła imię Gladys, chodził do tej samej szkoły średniej. Miał z nią troje dzieci: Vincenta, Michaela i Pamelę. Drugą małżonką (1964–1972) była aktorka i tekściarka Gail Fisher. Para doczekała się dwóch córek: Samary i Jole. Czwartą wybranką została Devra z d. Hall. Była córką gitarzysty Jima Halla. Z Devrą pozostał do końca życia.

## Wybrana dyskografia
- 1943 Stuff Smith – The 1943 Trio (Progressive)
- 1945 Erroll Garner – Penthouse Serenade (Savoy)
- 1991 Billie Holiday – The Complete Decca Recordings (GRP)
- 2000 Billy Taylor – Billy Taylor – 1945-1949 (Classics)
- 2001 George Shearing – Complete Savoy Trio and Quintet Sessions (Jazz Factory)

Zestawienie wg dat wydania płyt

## Autobiografia
- John Levy, Devra Hall, Men, Women and Girl Singers – My Life As a Musician Turned Talent Manager, wyd. Beckham Publications, 2008, ISBN 978-0931761744

## Nagrody i wyróżnienia
- 1997 Wprowadzenie do Międzynarodowego Panteonu Sław Jazzu (The International Jazz Hall of Fame)[1]
- 2002 Nagroda za całokształt osiągnięć (The Lifetime Achievement Award) przyznana przez Los Angeles Jazz Society[1]
- 2006 NEA Jazz Masters Award